# 王盧
王盧，字廷器，福建福州府闽县人，明朝政治人物，同進士出身。

## 生平
景泰元年（1450年）庚午科福建乡试中舉。景泰五年（1454年），登甲戌科會試中進士。